# 舞ちゃんのお姉さん飼育ごはん。
『舞ちゃんのお姉さん飼育ごはん。』（まいちゃんのおねえさんしいくごはん）は、秋津貴央による日本の漫画作品。ウェブコミック配信サイト『WEBコミックガンマぷらす』（竹書房）にて連載中。

## あらすじ
田舎に住んでいた小学5年生の五十嵐舞がある日ズボラな三家環さんと出会う。一緒に暮らしている女子高生の料理が得意なまいちゃんは、毎日おいしい手作りごはんを作りながら、おねえさんの生活を「しいく」するように支えていく物語

## 登場人物
五十嵐舞
料理が得意な普通の小学5年生。幼いころ、母親を亡くしている。
三家環
隣に住んでいる美少女。高校生でプロの小説家コミュ障で生活力は0。
父
五十嵐の父親。田舎で娘と2人で住んでいる。

## 書誌情報
- 秋津貴央 『舞ちゃんのお姉さん飼育ごはん。』 竹書房〈バンブーコミックス〉、既刊6巻（2025年2月17日現在）
  1. 2020年6月26日発売[3]、ISBN 978-4-8019-6993-3
  2. 2021年1月29日発売[4]、ISBN 978-4-8019-7182-0
  3. 2021年12月9日発売[5]、ISBN 978-4-8019-7515-6
  4. 2023年8月17日発売[6]、ISBN 978-4-8019-8115-7
  5. 2024年4月17日発売[7]、ISBN 978-4-8019-8295-6
  6. 2025年2月17日発売[8]、ISBN 978-4-8019-8560-5